# Darius Perry
Darius James Perry (Powder Springs, Georgia; 13 de marzo de 1999) es un baloncestista estadounidense que pertenece a la plantilla del Hapoel Galil Gilboa de la Ligat ha'Al israelí. Con 1,88 metros de estatura, juega en la posición de base.

## Trayectoria deportiva

### Universidad
Jugó tres temporadas con los Cardinals de la Universidad de Louisville, en las que promedió 7,5 puntos, 2,1 rebotes y 2,6 asistencias por partido.
Tras su tercera temporada, fue transferido a los Knights de la Universidad de Florida Central, donde jugó dos temporadas más, promediando 12,9 puntos, 3,8 rebotes, 4,0 asistencias y 1,5 robos de balón por partido. En la primera de ellas fue incluido en el tercer mejor quinteto de la American Athletic Conference.

#### Estadísticas
| Año     | Equipo     | PJ  | PT | MPP  | %TC  | %3P  | %TL  | RPP | APP | ROB | TPP | PPP  |
| ------- | ---------- | --- | -- | ---- | ---- | ---- | ---- | --- | --- | --- | --- | ---- |
| 2017–18 | Louisville | 36  | 3  | 14.3 | .351 | .329 | .864 | 1.2 | 1.5 | .6  | .1  | 3.9  |
| 2018–19 | Louisville | 33  | 11 | 16.3 | .447 | .375 | .810 | 1.4 | 1.5 | .4  | .0  | 5.4  |
| 2019–20 | Louisville | 31  | 26 | 19.5 | .391 | .389 | .750 | 1.5 | 2.5 | .5  | .0  | 5.2  |
| 2020–21 | UCF        | 19  | 13 | 31.7 | .405 | .383 | .864 | 3.6 | 3.4 | 1.3 | .2  | 14.7 |
| 2021–22 | UCF        | 30  | 29 | 29.6 | .397 | .361 | .725 | 3.9 | 4.4 | 1.6 | .2  | 11.8 |
| Total   | Total      | 149 | 82 | 21.1 | .399 | .368 | .802 | 2.1 | 2.6 | .8  | .1  | 7.5  |

### Profesional
Tras no ser elegido en el Draft de la NBA de 2022, el 12 de julio firmó su primer contrato profesional con el Hübner Nyíregyháza BS húngaro. Jugó una temporada, en la que promedió 21,8 puntos, 4,5 rebotes, 4,5 asistencias y 2,3 robos por partido, acabando como mejor anotador y mejor ladrón de balones de la Nemzeti Bajnokság I/A.
El 19 de julio de 2023 fichó por el Würzburg Baskets de la Basketball Bundesliga alemana. En su primera temporada en el equipo promedió 10,1 puntos y 2,8 rebotes por partido.
El 20 de junio de 2024 fichó por el Promitheas Patras B.C. de la A1 Ethniki. disputó solo 6 partidos de liga, en los que promedió 3,3 puntos y 1,3 rebotes, antes de ser cortado. El 20 de noviembre firma con el Hapoel Galil Gilboa de la Ligat ha'Al israelí.